# GLUT4
GLUT4 (ГЛЮТ-4, глюкозный транспортёр тип 4), также известный как SLC2A4 (сокр. от англ. solute carrier family 2, facilitated glucose transporter member 4) — инсулинзависимый белок-переносчик глюкозы, осуществляет перенос глюкозы, посредством облегчённой диффузии через клеточную мембрану под контролем инсулина. Содержится в отсутствии инсулина почти полностью в цитоплазме. Впервые был обнаружен в клетках жировой ткани и мышечной ткани (скелетные мышцы и миокард). Свидетельство об открытии нового глюкозного транспортёра принадлежит цитологу Дэвиду Джеймсу, который предоставил его в 1988 году. Ген, кодирующий GLUT4 был клонирован и картирован в 1989. Ген, кодирующий данный белок у человека — SLC2A4, расположен в 17 хромосоме.
GLUT4 — единственный инсулинзависимый глюкозный транспортёр.
На поверхности клеток GLUT4 обеспечивает облегчённую диффузию циркулирующей глюкозы, по её градиенту концентрации в мышечные и жировые клетки. Попадая в клетки, глюкоза быстро фосфорилируется глюкокиназой в печени и гексокиназой в других тканях с образованием глюкозо-6-фосфата, который затем вступает в гликолиз или полимеризуется в гликоген. Глюкозо-6-фосфат не может диффундировать обратно из клеток, что также служит для поддержания градиента концентрации глюкозы  и пассивного транспорта в клетки.
Недавние сообщения показали наличие гена GLUT4 в некоторых участках центральной нервной системы, таких как гиппокамп. Кроме того, ухудшение в инсулинстимулированном обороте GLUT4 в гиппокампе, может привести к снижению метаболической активности и пластичности нейронов гиппокампа, проявляющихся в депрессивных, поведенческих и когнитивных дисфункциях.

## Распределение по тканям
GLUT4 локализован и экспрессируется в следующих тканях:
- Скелетные мышцы
- Миокард
- Жировая ткань

### Скелетные мышцы

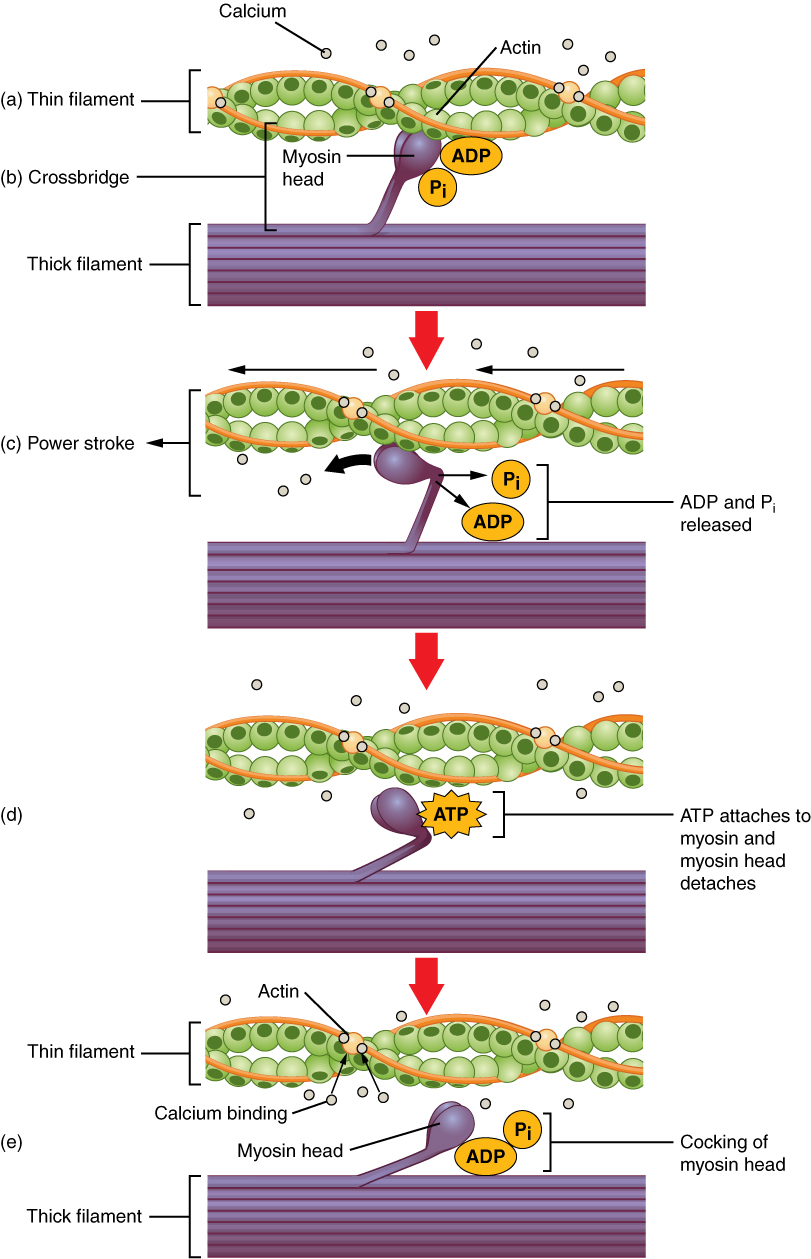
Когда мышцы сокращаются, они используют энергию гидролиза макроэргических связей молекул АТФ. Энергия, необходимая для синтеза АТФ, поступает по разным путям, таким как гликолиз или окислительное фосфорилирование, которые в конечном итоге используют глюкозу в качестве исходного источника энергии.

В клетках поперечно-полосатых мышц концентрация GLUT4 в плазматической мембране может увеличиваться в результате физической нагрузки или мышечного сокращения.
Во время тренировки организму необходимо преобразовывать глюкозу в АТФ для использования в качестве энергии. Когда концентрация G-6-P снижается, гексокиназа становится менее ингибированной, и гликолитический и окислительный пути, которые синтезируют АТФ, могут продолжать действовать. Это также означает, что мышечные клетки способны принимать больше глюкозы при снижении её внутриклеточной концентрации. Чтобы повысить уровень глюкозы в мышечной клетке, GLUT4 является основным транспортёром, используя механизм облегчённой диффузии.
Хотя мышечные сокращения функционируют сходным образом и также вызывают транслокацию GLUT4 в плазматическую мембрану, в двух скелетных мышцах образуются разные формы внутриклеточного GLUT4. Везикулы-переносчики GLUT4 являются либо трансферрин-положительными, либо трансферрин-негативными и рекрутируются под действием различных стимулов. Трансферрин-положительные везикулы GLUT4 задействуются во время мышечного сокращения, в то время как трансферрин-негативные везикулы активируются при стимуляции инсулином, а также при усиленном сокращении мышц, происходящих при физических нагрузках.

### Сердечная мышца (миокард)
Миокард несколько отличается от скелетной мускулатуры. В состоянии покоя он предпочитает использовать жирные кислоты в качестве основного источника энергии. По мере увеличения активности и ускорения работы сердечная мышца начинает окислять глюкозу с большей скоростью.
Анализ уровней мРНК GLUT1 и GLUT4 в миокарде показал, что GLUT1 играет большую роль в сердечной мышце, чем в скелетных. Однако GLUT4 по-прежнему считается основным транспортёром глюкозы.
Как и в других тканях, GLUT4 также реагирует на сигналы инсулина и перемещается в плазматическую мембрану, где путём облегчённой диффузии способствует движению глюкозы внутрь кардиомиоцита.

### Жировая ткань
Жировая ткань, также известная как просто жир, является хранилищем энергии для сохранения метаболического гомеостаза. Когда организм получает энергию в виде глюкозы, часть её расходуется, а остальное депонируется в виде гликогена (в основном в печени, мышечных клетках) или в виде триацилглицеридов в жировой ткани.
Было доказано, что дисбаланс между потреблением глюкозы и расходом энергии приводит к гипертрофии и гиперплазии жировых клеток, что приводит к ожирению. Кроме того, мутации в генах GLUT4 в адипоцитах могут приводить к повышенной экспрессии GLUT4 в них, что позволяет увеличить поглощение глюкозы и, следовательно, больше депонировать жира. Если GLUT4 экспрессируется чрезмерно, он может фактически изменить распределение питательных веществ и направить избыток глюкозы в жировую ткань, что приводит к увеличению массы жировой ткани.

## Доменная структура

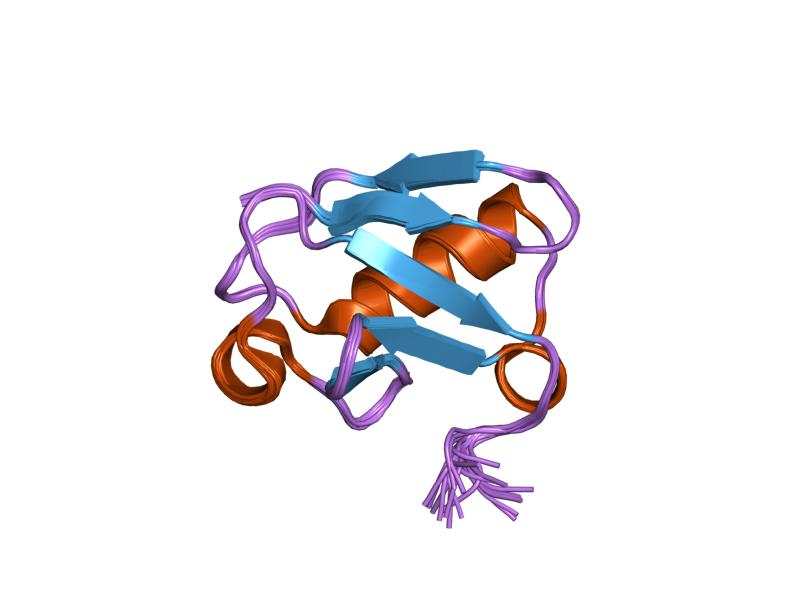
GLUT4 также содержит UBX-домен. Это убиквитин-регулирующие области, которые могут способствовать передаче сигналов в клетках.

GLUT4 представляет собой трансмембранный белок, состоящий из 509 аминокислотных остатков, а молекулярная масса составляет — 54787 Да. Четвертичная структура включает в себя 12 трансмембранных доменов. N- и С-концевая части располагаются внутри цитоплазмы.
Как и у всех белков, уникальное расположение аминокислот в первичной последовательности GLUT4 позволяет ему переносить глюкозу через плазматическую мембрану. Считается, что помимо фенилаланина на N-конце, два остатка лейцина и кислые мотивы на COOH-конце играют ключевую роль в кинетике эндоцитоза и экзоцитоза.

### Другие белки ГЛЮТ
Всего существует 14 белков GLUT, разделённых на 3 класса на основе сходства последовательностей. Класс 1 состоит из белков GLUT 1-4 и 14, класс 2 содержит белки GLUT 5, 7, 9 и 11, а класс 3 — белки GLUT 6, 8, 10, 12 и 13.
Хотя между всеми белками GLUT есть некоторые различия в последовательности, все они имеют некоторые основные структурные компоненты. Например, N- и C-концевые участки белков GLUT выходят в цитоплазму клетки, и все они имеют 12 трансмембранных сегментов.

## Выполняемые функции
Перенос глюкозы во внутриклеточное пространство, посредством инсулинстимулированного сигнала.

## Регуляция
Осуществляется непосредственно инсулином.

На схеме показан процесс регуляции процесса переноса глюкозы, посредством воздействия инсулина на рецептор и передачи сигнала от рецептора (запуская киназные каскады, выступающих в роли вторичных мессенджеров) к ГЛЮТ-4, который находится в цитоплазме в виде везикул, как только путь сигнала завершён, ГЛЮТ-4 немедленно встраивается в цитоплазматическую мембрану, позволяя глюкозе пройти через его протеиновые каналы внутрь клетки.

В условиях низкого инсулина в клетках жировой и мышечной ткани большинство молекул GLUT4 (более 90 %) отделены от цитоплазматической мембраны в виде внутриклеточных везикул, состоящих из белков, таких как инсулинзависимая аминопептидаза, везикулярного белка — синаптобревина (известный ещё как v-SNARE) и небольшого ГТФ-связывающего белка — Rab-4. При воздействии инсулина начинается процесс быстрой транслокации (перемещения) везикул ГЛЮТ-4 к цитоплазматической мембране, где они закрепляются, образуя комплексы, включающие трансмембранный белок синтаксин-4 (известный как t-SNARE) и синаптобревин. Происходит процесс сливания везикул с цитоплазматической мембраной, увеличивая количество молекул ГЛЮТ-4 в ней и тем самым увеличивается скорость процесса переноса глюкозы внутрь клетки. ГТФ-связывающий белок Rab-4 покидает везикулу и движется в цитоплазму в ответ на стимуляцию инсулином. Как только происходит устранение инсулинового сигнала ГЛЮТ-4 интернализуется (передвигается внутрь), отпочковываясь в виде везикул окаймлённых клатрином, от цитоплазматической мембраны. ГЛЮТ-4 сравнительно легко проникают внутрь эндосомы, где происходит их ресортировка во внутриклеточные ГЛЮТ-4 содержащие везикулы.
Инсулин связывается с инсулиновым рецептором, который представляет собой тирозиновую протеинкиназу, то есть протеинкиназу, которая фосфорилирует как внутриклеточные домены рецептора по гидроксильной ОН-группе остатков тирозина (происходит так называемое аутофосфорилирование субстрата инсулинового рецептора IRS-1), так и внутриклеточные белки. Аутофосфорилирование субстрата инсулинового рецептора IRS-1 ведёт к усилению первичного сигнала. Эти субстраты образуют комплексы например с фосфоинозитид-3-киназой (ФИ-3-киназа, КФ 2.7.1), точнее с одной из регуляторных субъединиц (p85α), посредством SH2-доменов. Затем субъединица p85α связывается с каталитической субъединицой p110. Активация ФИ-3-киназы является звеном сигнального пути, стимулирующего транслокацию ГЛЮТ-4 из цитоплазмы в плазматическую мембрану, а следовательно — и трансмембранный перенос глюкозы в мышечные и жировые клетки.
На поверхности клетки, GLUT4 позволяет глюкозе, посредством облегчённой диффузии по градиенту концентрации проникать в мышечные и жировые клетки. После того, как глюкоза окажется внутри клетки, она быстро фосфорилируется глюкокиназами в печени или гексокиназами в других тканях, с образованием глюкозо-6-фосфата, который затем участвует либо в процессе гликолиза либо полимеризуется в гликоген. Глюкозо-6-фосфат не может диффундировать обратно из клеток, что также служит для поддержания градиента концентрации по отношению к глюкозе, чтобы она смогла диффундировать внутрь клетки, посредством пассивного транспорта.

## Нарушения
Существуют несколько видов нарушений. Это генетические, связанные с мутациями в гене SLC2A4 и, последующей его экспрессией мутантного белка, и функциональные, связанные с нарушениями выполняемых функций.
Нарушения функции ГЛЮТ-4 возможны на следующих этапах:
- передача сигнала инсулина о перемещении этого транспортёра к мембране;
- перемещение транспортёра в цитоплазме;
- включение в состав мембраны;
- отшнуровывание от мембраны и другие.

Все они могут привести к развитию инсулиновой резистентности и, последующим развитием сахарного диабета 2 типа.

## Взаимодействия с другими белками
Недавние исследования показали, что GLUT4 взаимодействует с так называемым Death-ассоциированным протеином 6 — DAXX.